# Misch Crag
Der Misch Crag ist ein 2590 m hoher Felsvorsprung im Norden des ostantarktischen Viktorialands. Auf der Westseite der Daniels Range in den Usarp Mountains ragt er 1,5 km nordöstlich des Forsythe Bluff auf.
Der United States Geological Survey kartierte ihn anhand eigener Vermessungen und Luftaufnahmen der United States Navy aus den Jahren von 1960 bis 1963. Das Advisory Committee on Antarctic Names benannte ihn 1986 nach dem aus Deutschland stammenden Geologen Hans Peter Misch (1909–1987) von der University of Washington, der am Training zahlreicher Geologen für den Einsatz in Antarktika maßgeblich beteiligt war.